# Epinecrophylla leucophthalma
Epinecrophylla leucophthalma là một loài chim trong họ Thamnophilidae.